# San Jose (Almirante Brown)
San Jose é uma localidade do Partido de Almirante Brown na Província de Buenos Aires, na Argentina. Sua população estimada em 2001 era de 44.961 habitantes.